# 分水界泣き別れ
座標: 北緯34度37分19.9秒 東経132度43分15.7秒 / 北緯34.622194度 東経132.721028度

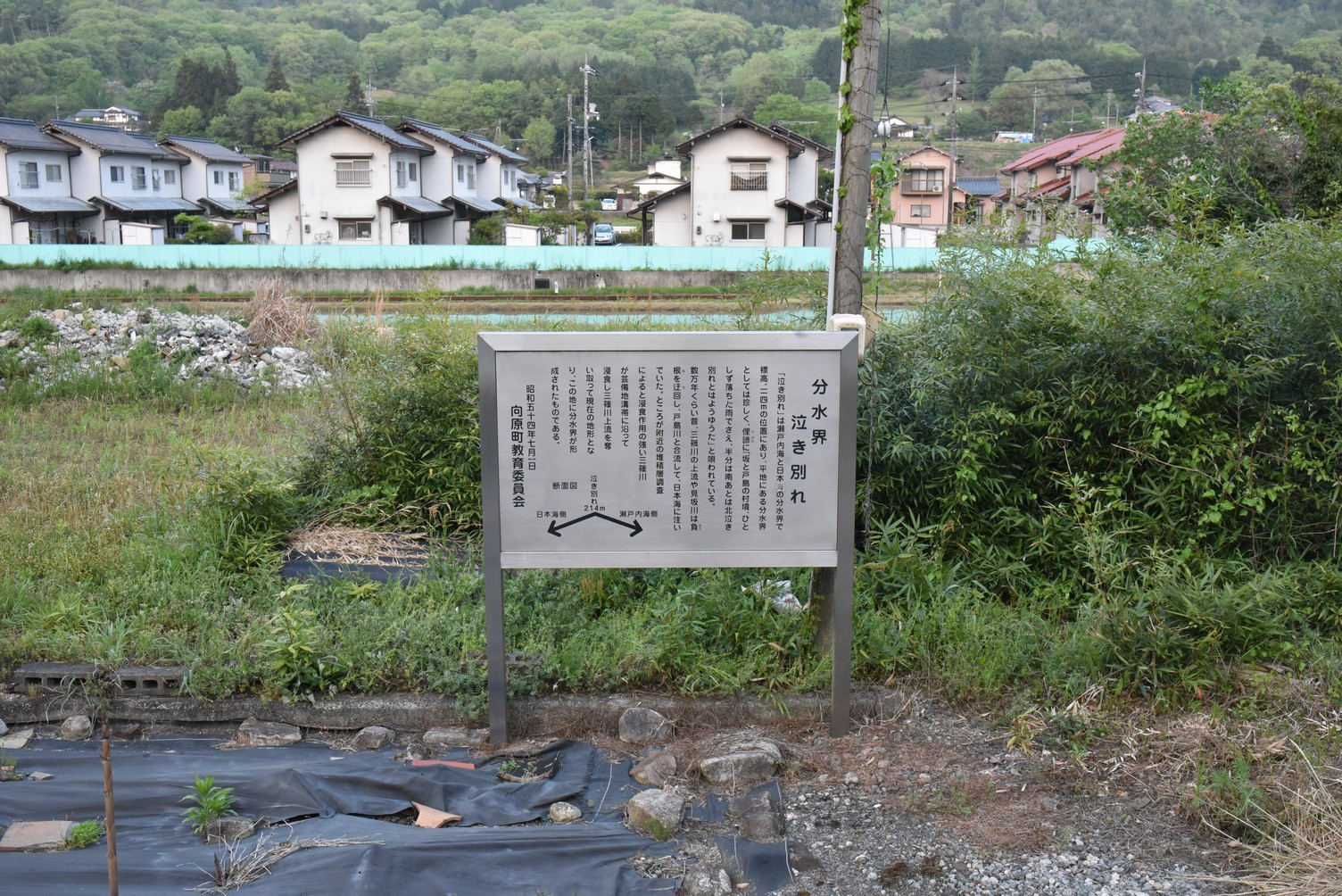
広島県道37号広島三次線沿いの説明板

分水界泣き別れ（ぶんすいかいなきわかれ）は、広島県安芸高田市向原町にある地形。安芸高田市指定天然記念物。

## 概要
日本海側に流れこむ江の川水系と瀬戸内海側に流れこむ太田川水系とを分ける境界線（分水界）である。標高205 m。「泣き別れ」とは、降った雨水が南北に別れる水の心情を推し量っていつしかそう呼ばれるようになったとしている。
その地点には目印として柱が建てられ、説明看板など設置されている。JR向原駅の北側にあり、気にしながら芸備線に乗っていると変化する地点がわかる。低地から見るとその付近で線路が弓形になっているのがわかる。

## 形成
江の川は中国地方の一級河川としては唯一の先行河川であり、中国山地が形成される以前にその流域が形成された。この付近ではまず江の川水系の戸島川が形成された。河床勾配から、現在の有坂川がその上流域であったと考えられている。
そこへ太田川水系の三篠川が流域地形を侵食していったことにより旧戸島川の上流域つまり有坂・見坂川を河川争奪した。戸島川と三篠川の間は風隙となり、谷中分水界ができた。
なお江の川水系が太田川水系によって河川争奪された地形としては、同じ市内であり西に約13 kmのところに上根峠がある。

## ギャラリー

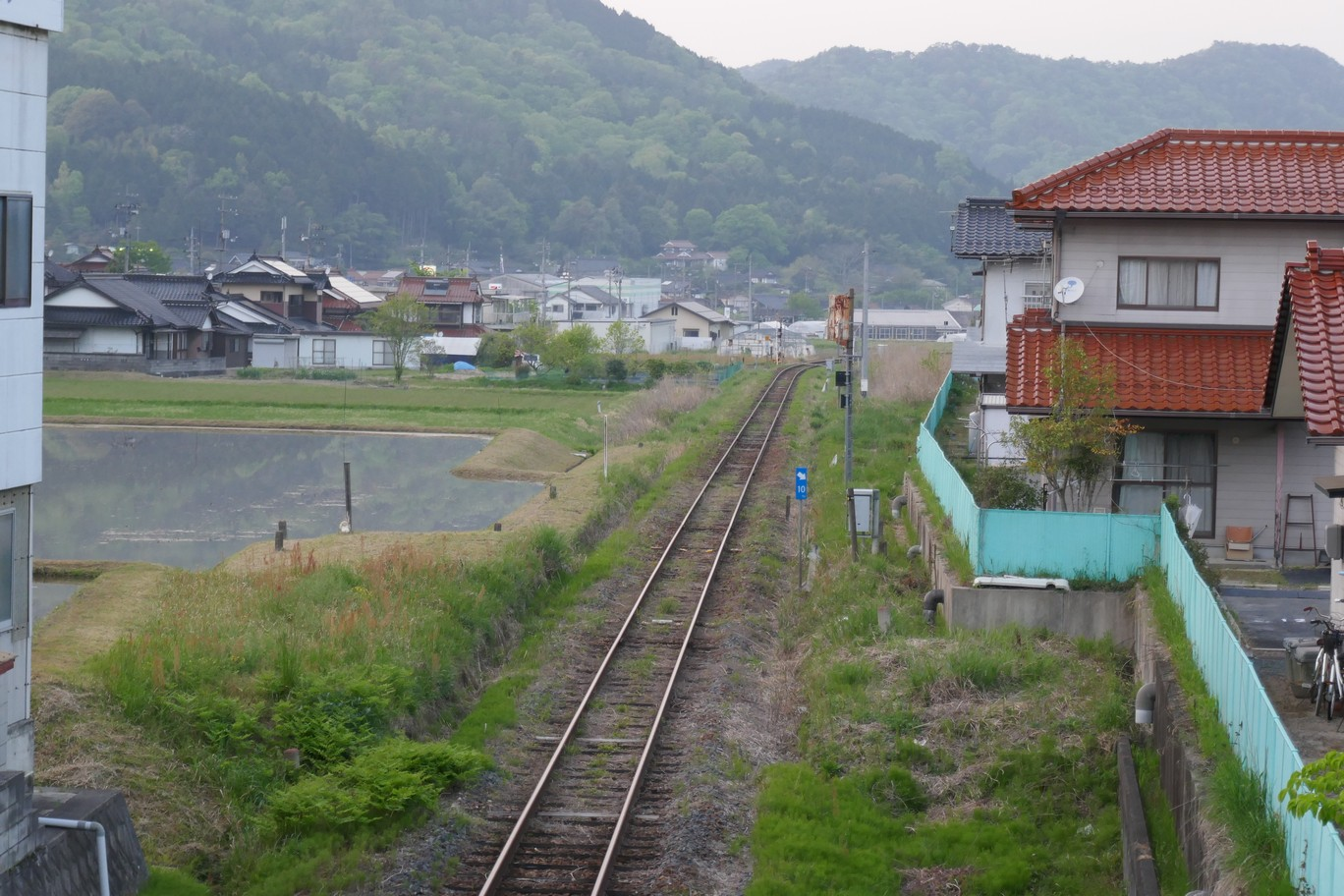
下方がJR向原駅。中央左側の柱に「泣き別れ」の記載あり
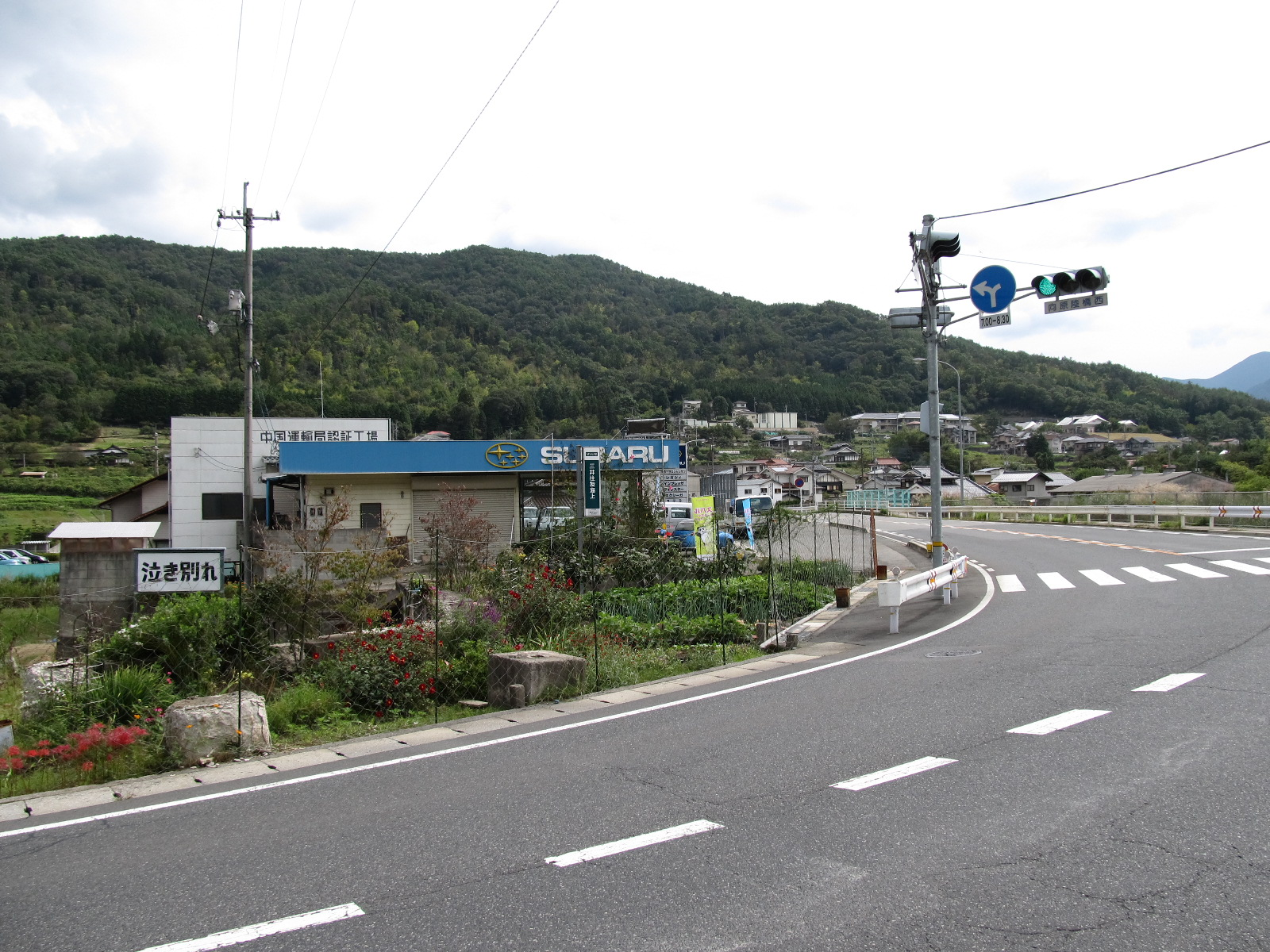
「泣き別れ」の看板と県道広島三次線